# Regions Morgan Keegan Championships and the Cellular South Cup 2007 - Qualificazioni singolare maschile
Le qualificazioni del singolare maschile del Regions Morgan Keegan Championships and the Cellular South Cup 2007 sono state un torneo di tennis preliminare per accedere alla fase finale della manifestazione. I vincitori dell'ultimo turno sono entrati di diritto nel tabellone principale. In caso di ritiro di uno o più giocatori aventi diritto a questi sono subentrati i lucky loser, ossia i giocatori che hanno perso nell'ultimo turno ma che avevano una classifica più alta rispetto agli altri partecipanti che avevano comunque perso nel turno finale.
Le qualificazioni del torneo Regions Morgan Keegan Championships and the Cellular South Cup  2007 prevedevano 16 partecipanti di cui 4 sono entrati nel tabellone principale.

## Teste di serie
1. Danai Udomchoke (ultimo turno)
2. Evgenij Korolëv (Qualificato)
3. Tejmuraz Gabašvili (Qualificato)
4. Ilija Bozoljac (primo turno)

1. Kevin Kim (Qualificato)
2. Paul Capdeville (ultimo turno)
3. Phillip King (primo turno)
4. Ramón Delgado (primo turno)

## Qualificati
1. Jesse Witten
2. Evgenij Korolëv

1. Tejmuraz Gabašvili
2. Kevin Kim

## Tabellone

### Legenda
| - Q = Qualificato - WC = Wild card - LL = Lucky loser | - ALT = Alternate - SE = Special Exempt - PR = Protected Ranking | - w/o = Walkover - r = Ritirato - d = Squalificato |

### Sezione 1
|  | Primo turno | Primo turno     | Primo turno | Primo turno | Primo turno |  |  | Ultimo turno | Ultimo turno    | Ultimo turno    | Ultimo turno | Ultimo turno |  |
|  |             |                 |             |             |             |  |  |              |                 |                 |              |              |  |
|  | 1           | Danai Udomchoke | 6           | 63          | 6           |  |  |              |                 |                 |              |              |  |
|  |             | Lesley Joseph   | 3           | 7           | 3           |  |  | 1            | Danai Udomchoke | Danai Udomchoke | 2            | 0            |  |
|  |             | Jesse Witten    | 7           | 4           | 6           |  |  |              | Jesse Witten    | Jesse Witten    | 6            | 6            |  |
|  | 8           | Ramón Delgado   | 63          | 6           | 2           |  |  |              |                 |                 |              |              |  |

### Sezione 2
|  | Primo turno | Primo turno     | Primo turno     | Primo turno | Primo turno |  |  | Ultimo turno | Ultimo turno    | Ultimo turno    | Ultimo turno | Ultimo turno |  |
|  |             |                 |                 |             |             |  |  |              |                 |                 |              |              |  |
|  | 2           | Evgenij Korolëv | Evgenij Korolëv | 7           | 6           |  |  |              |                 |                 |              |              |  |
|  |             | Hugo Armando    | Hugo Armando    | 68          | 3           |  |  | 2            | Evgenij Korolëv | Evgenij Korolëv | 6            | 6            |  |
|  | 6           | Paul Capdeville | 6               | 3           | 6           |  |  | 6            | Paul Capdeville | Paul Capdeville | 4            | 4            |  |
|  |             | Alex Bogdanović | 3               | 6           | 3           |  |  |              |                 |                 |              |              |  |

### Sezione 3
|  | Primo turno | Primo turno        | Primo turno   | Primo turno | Primo turno |  |  | Ultimo turno | Ultimo turno       | Ultimo turno | Ultimo turno | Ultimo turno |  |
|  |             |                    |               |             |             |  |  |              |                    |              |              |              |  |
|  | 3           | Tejmuraz Gabašvili | 7             | 2           | 6           |  |  |              |                    |              |              |              |  |
|  |             | Noam Okun          | 6             | 6           | 3           |  |  | 3            | Tejmuraz Gabašvili | 3            | 7            | 6            |  |
|  |             | Phillip King       | Phillip King  | 7           | 6           |  |  |              | Phillip King       | 6            | 62           | 2            |  |
|  | 7           | Wesley Moodie      | Wesley Moodie | 6           | 3           |  |  |              |                    |              |              |              |  |

### Sezione 4
|  | Primo turno | Primo turno    | Primo turno    | Primo turno | Primo turno |  |  | Ultimo turno | Ultimo turno | Ultimo turno | Ultimo turno | Ultimo turno |  |
|  |             |                |                |             |             |  |  |              |              |              |              |              |  |
|  |             | Rajeev Ram     | Rajeev Ram     | 6           | 1           |  |  |              |              |              |              |              |  |
|  | 4           | Ilija Bozoljac | Ilija Bozoljac | 3           | 0r          |  |  |              | Rajeev Ram   | Rajeev Ram   | 3            | 4            |  |
|  | 5           | Kevin Kim      | 6              | 4           | 6           |  |  | 5            | Kevin Kim    | Kevin Kim    | 6            | 6            |  |
|  |             | Scott Oudsema  | 4              | 6           | 2           |  |  |              |              |              |              |              |  |